# Ver (Francja)
Ver – miejscowość i gmina we Francji, w regionie Normandia, w departamencie Manche.
Według danych na rok 1990 gminę zamieszkiwało 320 osób, a gęstość zaludnienia wynosiła 24 osoby/km² (wśród 1815 gmin Dolnej Normandii Ver plasuje się na 577. miejscu pod względem liczby ludności, natomiast pod względem powierzchni na miejscu 306.).